# 池澤一郎
池澤 一郎（いけざわ いちろう、1964年 - ）は、日本の国文学者、早稲田大学教授。

## 人物・来歴
東京都生まれ。開成高等学校、早稲田大学文学部卒業。1996年明治大学法学部講師、98年助教授、教授、早大教授。第24回日本古典文学会賞受賞。専門は日本の近世文学。

## 著書

### 単著
- 『江戸時代田園漢詩選』農山漁村文化協会、2002年
- 『江戸文人論 大田南畝を中心に』汲古書院、2000年
- 『雅俗往還 近世文人の詩と絵画』若草書房 近世文学研究叢書 2012

共著
- 『若冲ワンダフルワールド』辻惟雄,小林忠, 狩野博幸,太田彩,岡田秀之共著. 新潮社(とんぼの本), 2016.3

### 編訳
- 『江戸漢詩選 第2巻 儒者』 岩波書店、1996年。一海知義共訳

　荻生徂徠・新井白石・山梨稲川・古賀精里を編訳
- 『日本漢詩人選集5　新井白石』研文出版、2001年。一海知義共訳
- 『新日本古典文学大系 明治編2　漢文小説集』岩波書店、2005年

　宮崎修多・徳田武・ロバート・キャンベル共訳
- 『円朝全集 第3巻』山本和明・中丸宣明共校注 岩波書店 2013
- 『円朝全集 第10巻』佐藤かつら, 土谷桃子,小二田誠二共校注　岩波書店, 2014.8